# Platja de La Gueirúa
La Platja de la Gueiruá està al  concejo de Cudillero, en l'occident del Principat d'Astúries (Espanya) i pertany al poble de Sant Marina. Forma part de la Costa Occidental d'Astúries i està dins del Paisatge Protegit de la Costa Occidental d'Astúries, estant catalogada com paisatge protegit, ZEPA i LIC.

## Descripció
Té una forma irregular. El seu llit és de còdols.
Per accedir a la platja cal arribar a «Santa Marina» i prendre el corriol més occidental. A uns 50 m es passa davant d'una torre blava. Des d'aquí surt una pista d'uns 1.500 m per la qual s'arriba a la platja on hi ha unes escales, molt còmodes de passar, que porten fins a la mateixa platja. Per caminar-hi hom recomana dur calçat resistent a roques i còdols, com per exemple unes espardenyes de vetes.
Hi ha possibilitat de portar mascota. Té una desembocadura fluvial danvant de la qual hi ha l'«Illot de la Forcada». Les activitats més recomanades són la pesca submarina, la recreativa a canya.